# Intensive care tijdens de coronacrisis in Nederland
De intensive care tijdens de coronacrisis in Nederland kreeg te maken met een grote toeloop van coronapatiënten. Dit leidde tot tekorten aan personeel, bedden, beademingsapparatuur, beschermende kleding en medisch materiaal en een noodzaak tot snelle uitbreiding en centrale coördinatie.

## Behandeling
Voor COVID-19 bestaat geen behandeling en het voornaamste doel op de intensieve zorg in de Nederlandse ziekenhuizen is een patiënt met virale longontsteking in leven te houden door de verzwakte longen te ondersteunen met beademing en uit te laten zieken. Een minderheid heeft voldoende aan een paar dagen zuurstof via een zuurstofmasker.
Een meerderheid heeft intubatie nodig waarbij patiënten meestal op hun buik worden gelegd. Hierdoor kan de rugkant van de longen, met een relatief groot oppervlakte, de zuurstof opnemen. Bij beademing worden patiënten in slaap gehouden door anesthesie. COVID-19-patiënten hebben een aanmerkelijk zwaardere medicatie nodig dan gebruikelijk. Ook hebben sommige patiënten verslappingsmiddelen nodig. Patiënten met intubatie hebben voor het merendeel minstens twee weken continue beademing nodig. Door de buikligging dient voor de verzorging de patiënt eenmaal per dag tijdelijk voorzichtig omgedraaid te worden waarbij de ademhaling geen moment onderbroken mag worden. Coronapatiënten die een behandeling met beademing overleven, hebben daarna een verslechterde kwaliteit van leven.

## Patiëntkarakteristieken
Uit een onderzoek van 10 april 2020 bleek dat de gemiddelde leeftijd van op de intensive care opgenomen patiënten 65 jaar was; 75% van de patiënten was man. Van de Covid-ic-patiënten had 32 procent ernstig overgewicht, bij de vrouwen 40 procent. De gemiddelden waren twee keer zo veel als gemiddeld bij de Nederlandse bevolking. Tot 10 april 2020 zijn op de Nederlandse afdelingen intensieve zorg 380 Covid-patiënten overleden en 164 patiënten hersteld.

## Personeel
Een ic-patiënt wordt verzorgd door intensivisten en intensievezorgverpleegkundigen. Een verpleegkundige verzorgt onder normale omstandigheden twee bedden, maar tijdens de coronacrisis werden door schaarste aan opgeleid personeel drie tot mogelijk vier patiënten ondergebracht bij een verpleegkundige. Hierbij wordt gewerkt met een buddysysteem waarbij ic-verpleegkundigen ondersteund worden door hiervoor bijgeschoolde artsen en verpleegkundigen van andere ziekenhuisafdelingen. Er werd zelfs geopperd om dit uit te breiden naar een verpleegkundige per vijf tot zes patiënten.
De Nederlandse krijgsmacht zette op verzoek van verschillende Nederlandse ziekenhuizen militair medisch specialisten in bij de intensieve zorg.

## Intensivecarebed

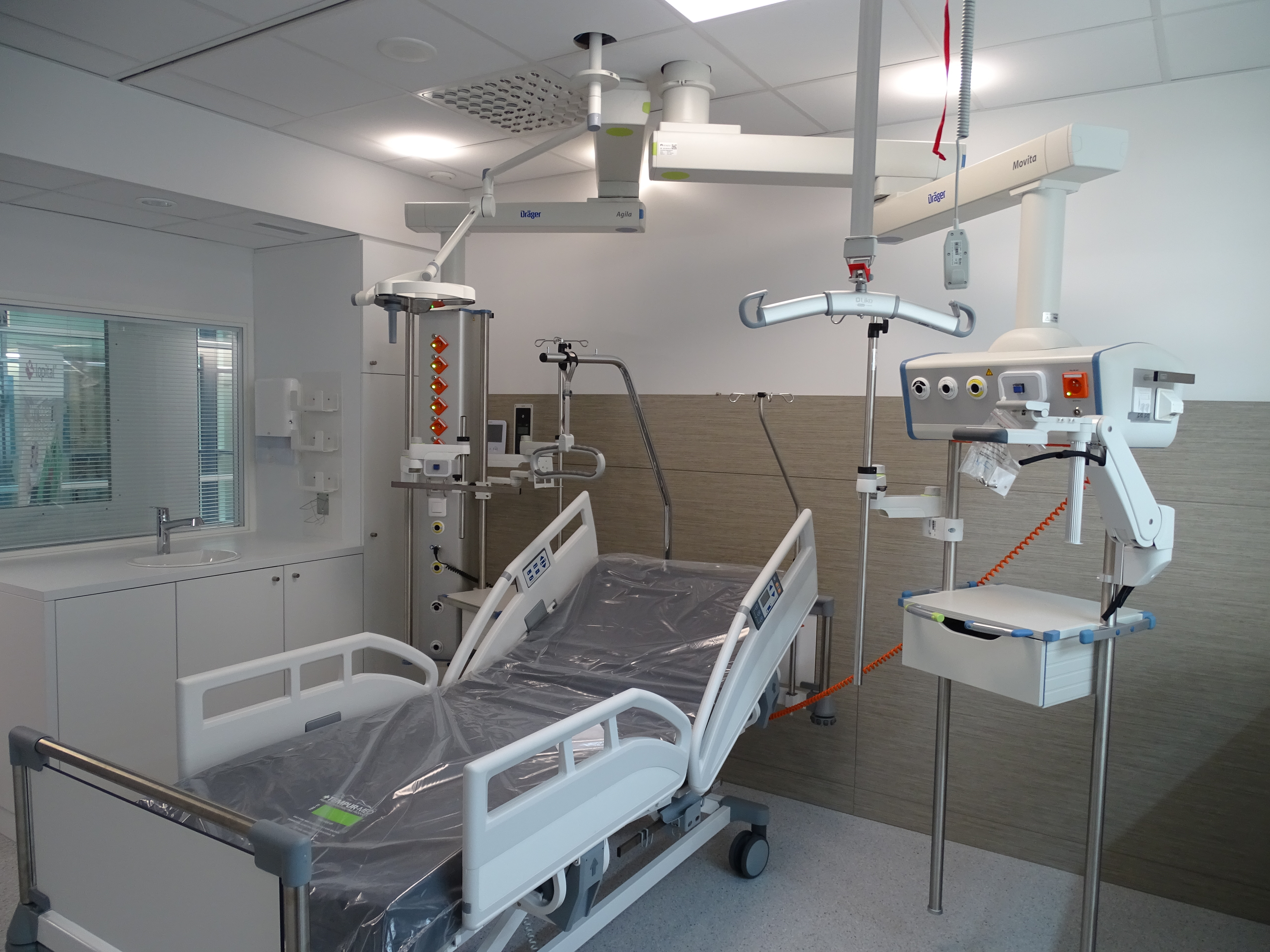
Ic-bed in een ziekenhuis in Mechelen in België in 2018

Behandeling vindt plaats op een intensivecarebed. Onder een ic-bed wordt het geheel verstaan van een bed met de faciliteiten eromheen om intensieve zorg te kunnen geven. Het gaat hierbij om een gesluisde patiëntenkamer, leidingen voor de aanvoer van medische gassen waaronder zuurstof, elektriciteit, noodstroomvoeding en digitale netwerken, verstelbaar bed met kantelsysteem en medisch matras, patiëntmonitoringssysteem, medische apparatuur waaronder beademingsapparatuur, dialyse-apparatuur, infuus- en spuitpompen en specifiek geschoold medisch personeel.
Voor de coronapatiënten die aan een longontsteking lijden zijn ic-bedden met beademingsapparaat noodzakelijk omdat ze zonder beademing zouden overlijden. Ziekenhuizen proberen tekorten aan ic-bedden door middel van triage (code zwart) te voorkomen, zodat de artsen niet hoeven te kiezen welke patiënten ze wel of niet kunnen behandelen.

## Beddencapaciteit

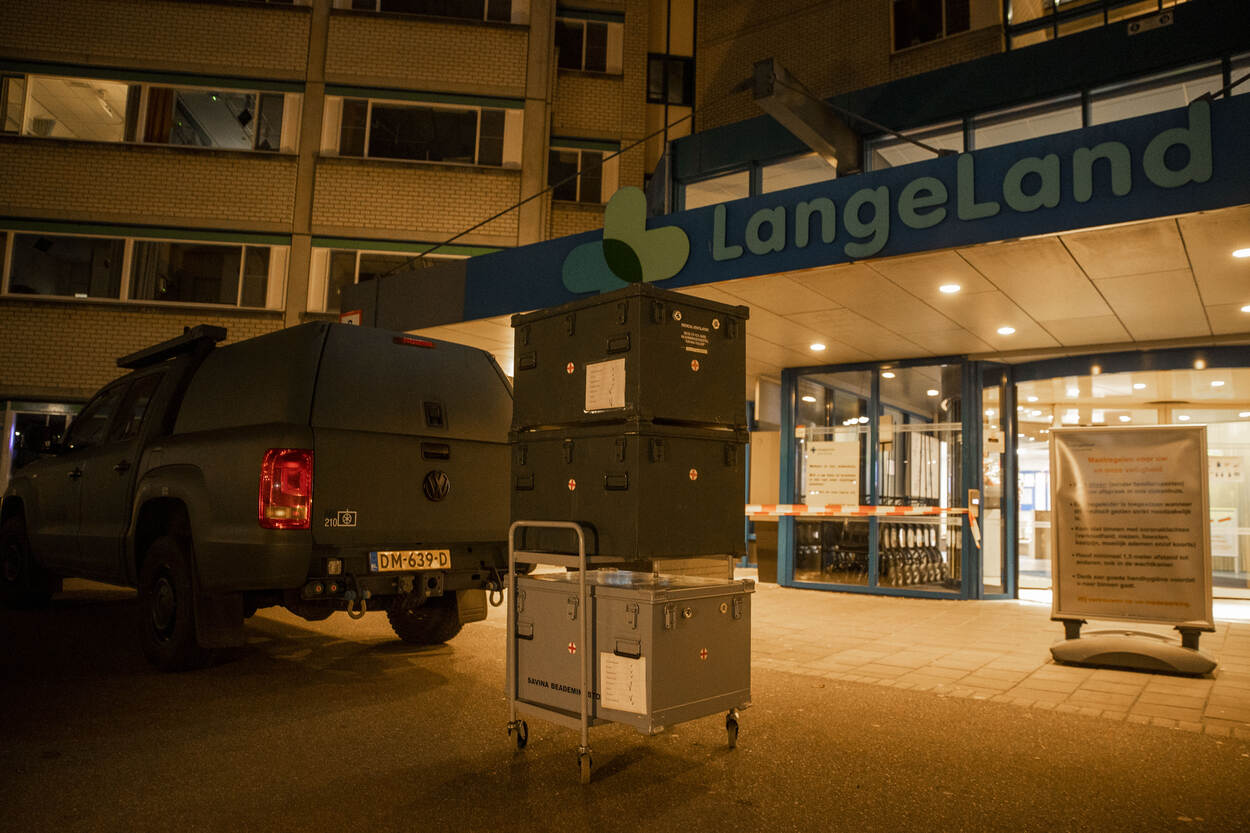
Nederlandse militairen leveren beademingsapparatuur aan het Het LangeLand Ziekenhuis op 29 maart 2020 in Zoetermeer

In Nederland zijn normaal 1.150 intensivecarebedden beschikbaar. Tijdens de coronacrisis werd door het nemen van verschillende maatregelen extra capaciteit vrijgemaakt voor coronapatiënten op de intensive care. Minister Bruins, toenmalige minister van Medische Zorg, gaf op 16 maart aan dat het aantal bedden op de intensivecare-afdelingen in Nederlandse ziekenhuizen zou worden opgeschaald naar rond de 2.000 bedden.
Op 26 maart was de intensivecare-capaciteit voor coronapatiënten verhoogd van 575 naar 925. Minister De Jonge van Volksgezondheid gaf aan dat de capaciteit voor coronapatiënten per 1 april verder zou worden uitgebreid tot 1.037. Zo bleven ook ic-bedden beschikbaar voor ruim 550 overige patiënten die niet aan COVID-19 leden. Hiermee lag de totale ic-capaciteit in Nederland op 1 april op ongeveer 1.600 bedden.
Op 29 maart werd duidelijk dat het aantal benodigde intensivecare-bedden voor corona-patiënten op dat moment ongeveer 1.000 bedroeg. De gemiddelde verpleegtijd per corona-patiënt was 23 dagen. Dit is aanzienlijk langer dan de aannamen van tien dagen opnameduur die in de eerste modellen van het RIVM waren gedaan. Hierdoor was het aantal patiënten op de ic hoger dan voorzien. Hoofdmodelleur van het RIVM, Jacco Wallinga, gaf aan dat het sombere scenario het meest waarschijnlijke was. Voor half april werd rekening gehouden met 2.500 coronapatiënten op de ic.
Op 30 maart werd aan alle ziekenhuizen gevraagd de intensivecare-capaciteit maximaal op te schalen. Het doel was om op 5 april 2020 een totale ic-capaciteit van 2.400 beschikbare ic-bedden te hebben.
Naast deze opschaling werden op 30 maart de eerste ziekenhuizen aangesloten op een verplicht nieuw computersysteem. In dit systeem voor intern gebruik van ziekenhuizen wordt continu en actueel de stand van zaken met betrekking tot de beddencapaciteit weergegeven. Dit door het Landelijk Coördinatiecentrum Patiënten Spreiding verplicht gestelde systeem  wordt in de week van 30 maart verder uitgerold over alle ziekenhuizen. Op die manier wordt de verspreiding van patiënten over het land beter gecoördineerd.
De Nederlandse Vereniging voor Intensive Care (NVIC) meldde dat op 31 maart reeds 1.900 ic-bedden in de Nederlandse ziekenhuizen waren gerealiseerd, waarvan 1.400 bestemd voor coronapatiënten.
Het Landelijk Coördinatiecentrum Patiënten Spreiding liet op 5 april weten dat de doelstelling van 2.400 ic-bedden was gehaald en dat ze op afroep beschikbaar waren. De ruimten, de bedden, de apparaten en de roosters waren gereed maar waren nog niet nodig. In totaal waren er op 5 april ongeveer 1.650 ic-bedden bezet. Op de intensive care lagen volgens Stichting Nationale Intensive Care Evaluatie (NICE) 1.385 coronapatiënten. Voor coronapatiënten waren op 5 april ongeveer 1.900 ic-bedden beschikbaar. Voor niet-coronapatiënten waren op 5 april 505 ic-bedden beschikbaar, waarvan er 271 bezet waren.
Op 8 april liet Ernst Kuipers van het Landelijk Coördinatiecentrum Patiënten Spreiding weten dat voor het eerst sinds het begin van de corona-uitbraak het aantal bedden dat bezet werd door coronapatiënten was afgenomen. In totaal lagen er die dag 1.408 coronapatiënten op ic-afdelingen, van wie ook 52 waren opgenomen in ziekenhuizen in Duitsland. De piek in het aantal opgenomen coronapatiënten was 1.424 personen op 7 april.

## Coördinatie
Door het nemen van maatregelen zoals uitstel van planbare zorg werd aanvankelijk capaciteit vrijgemaakt voor coronapatiënten. De Nederlandse Vereniging voor Intensive Care communiceerde tot 28 maart over de capaciteit middels haar website over de ic-capaciteit en maakte een inschatting of die op de intensive care nog voldoende was. Sindsdien wordt voor data verwezen naar Stichting Nationale Intensive Care Evaluatie.
Op 23 maart werd het Landelijk Coördinatiecentrum Patiënten Spreiding (LCPS) tot stand gebracht. Vanuit het Landelijk Coördinatiecentrum Patiënten Spreiding in het Erasmus MC worden alle coronapatiënten over Nederland verdeeld. Dit centrum heeft als opdracht het coördineren van de spreiding van patiënten over alle Nederlandse ziekenhuizen om tot optimale uitkomsten van de patiëntenzorg te komen. Het gaat nadrukkelijk niet alleen om spreiding van coronapatiënten, maar alle patiënten die acute of semi-acute zorg behoeven.
Eind maart werd het Landelijk Coördinatiecentrum Geneesmiddelen opgericht om de medicijnen voor de intensieve zorg tijdens de crisis landelijk te coördineren.

## Code zwart
Mocht de ic-capaciteit niet meer toereikend zijn voor het aantal coronapatiënten dan zal fase 3, ook wel code zwart genoemd, in werking worden gesteld. De minister van Volksgezondheid zal aldus de NVIC instrueren om van fase 2 naar fase 3 te gaan.
Wanneer fase 3 in werking treedt, worden door middel van triage geen nieuwe patiënten op de intensive care opgenomen die weinig kans hebben om te overleven of een korte levensverwachting hebben. Het gaat om mensen met en zonder coronabesmetting met deze aandoeningen:
- Hartstilstand waar niemand bij was, waardoor (te) veel schade is ontstaan
- Ernstig trauma, waarbij de kans op overlijden meer dan 90 procent is
- Ernstige brandwonden, waarbij de kans op overlijden meer dan 90 procent is
- Ernstige en onherstelbare hersenaandoeningen
- Uitgezaaide kanker, inclusief bloedkanker (leukemie) met een lage levensverwachting
- Orgaanfalen (zoals hartfalen of longfalen) met een lage levensverwachting
- Ziekten van het immuunsysteem (auto-immuunziekten) met een lage levensverwachting
- Mensen die compleet hulpbehoevend zijn voor hun dagelijkse verzorging (CFS-score 7 of hoger)
- Terminaal zieken

## Patiëntenaantallen
Een overzicht van het aantal bewezen en verdachte coronapatiënten op de intensive care. Door verandering van meetmethode zijn de gecommuniceerde cijfers door de Nederlandse Vereniging voor Intensive Care van voor 28 maart niet vergelijkbaar met die van Stichting Nationale Intensive Care Evaluatie (NICE) vanaf 28 maart. Sinds 14 april tonen de cijfers van stichting NICE niet alleen gegevens van bevestigde coronapatiënten maar ook van verdachte.